# Fiat Barchetta
Fiat Barchetta – samochód sportowy klasy aut miejskich produkowany przez włoską markę FIAT w latach 1995–2005.

## Historia i opis modelu

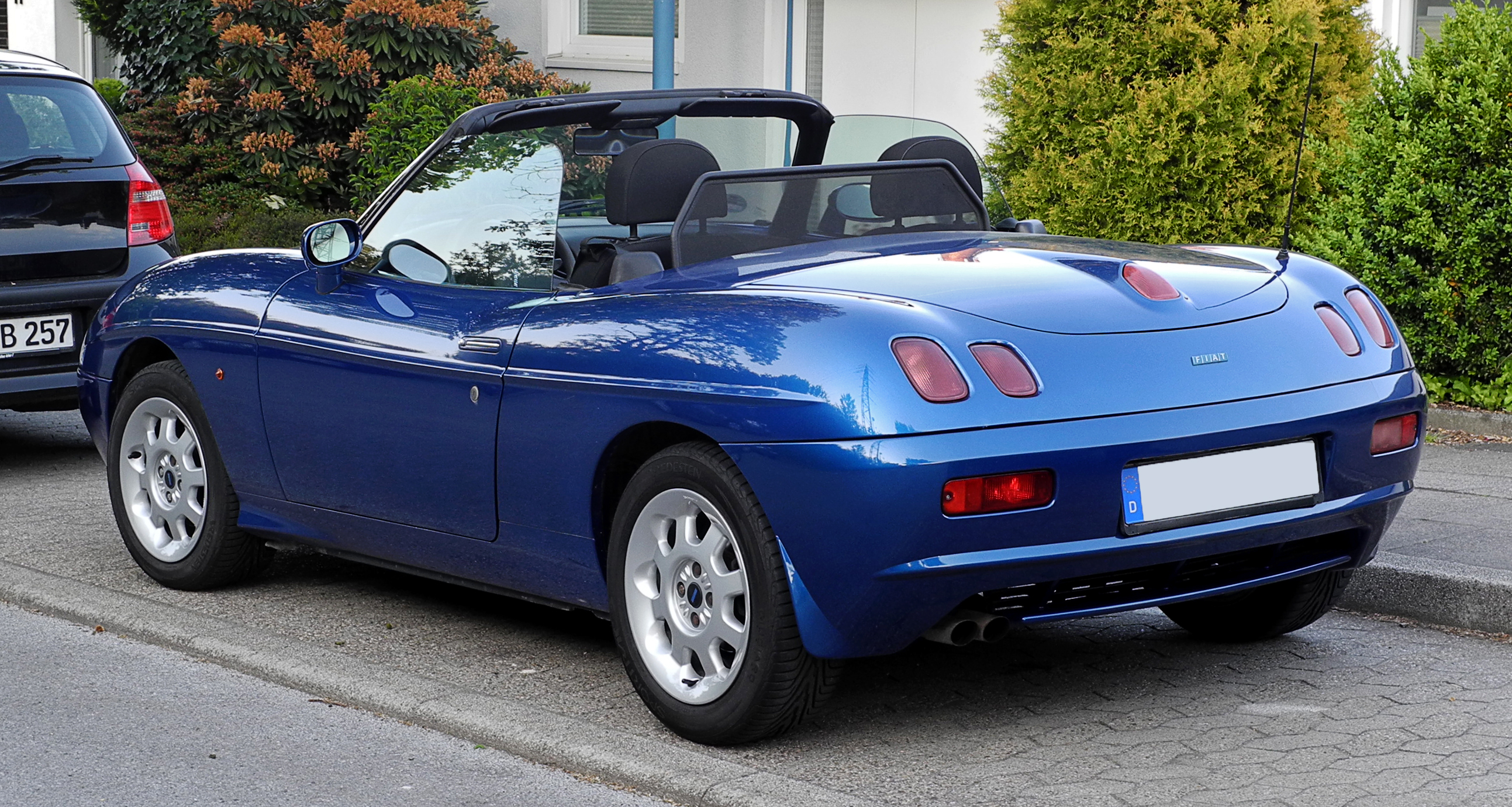
Fiat Barchetta - tył

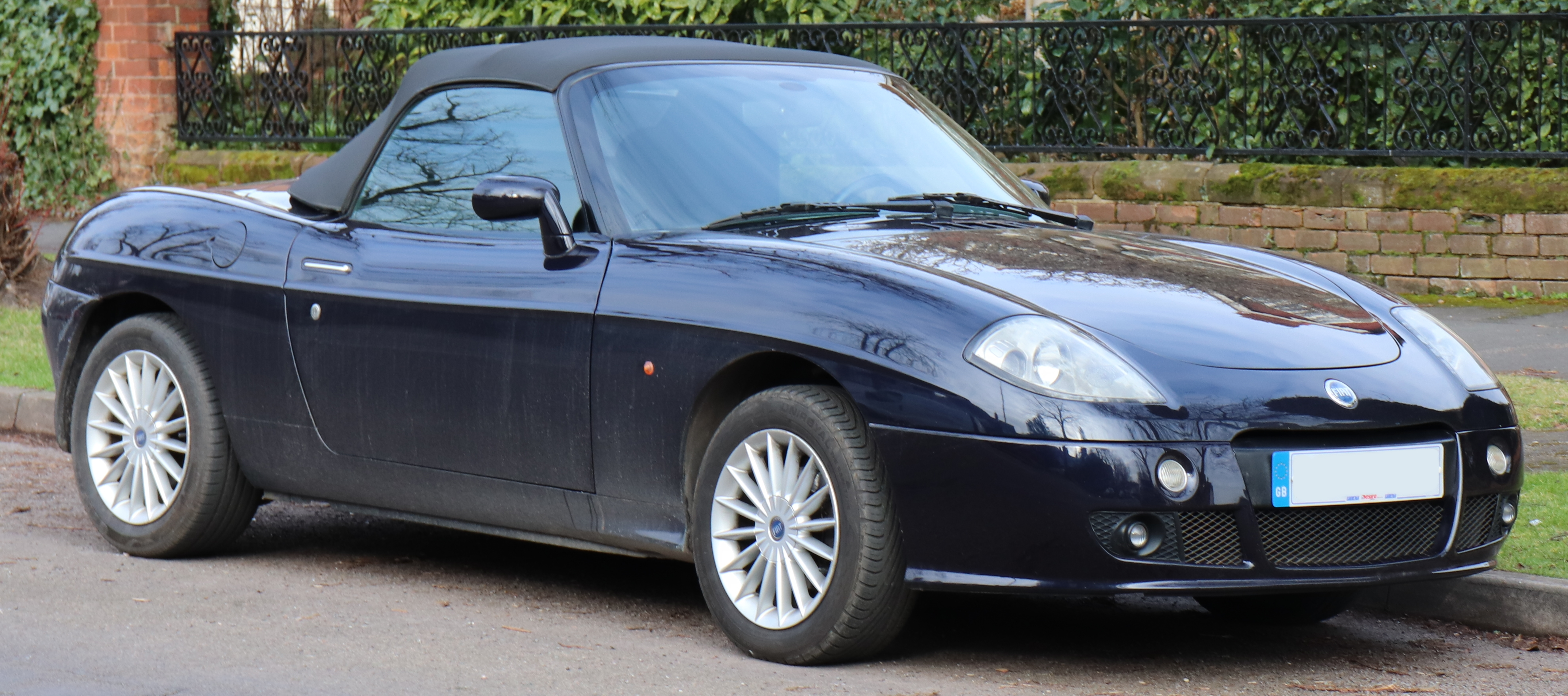
Fiat Barchetta po liftingu

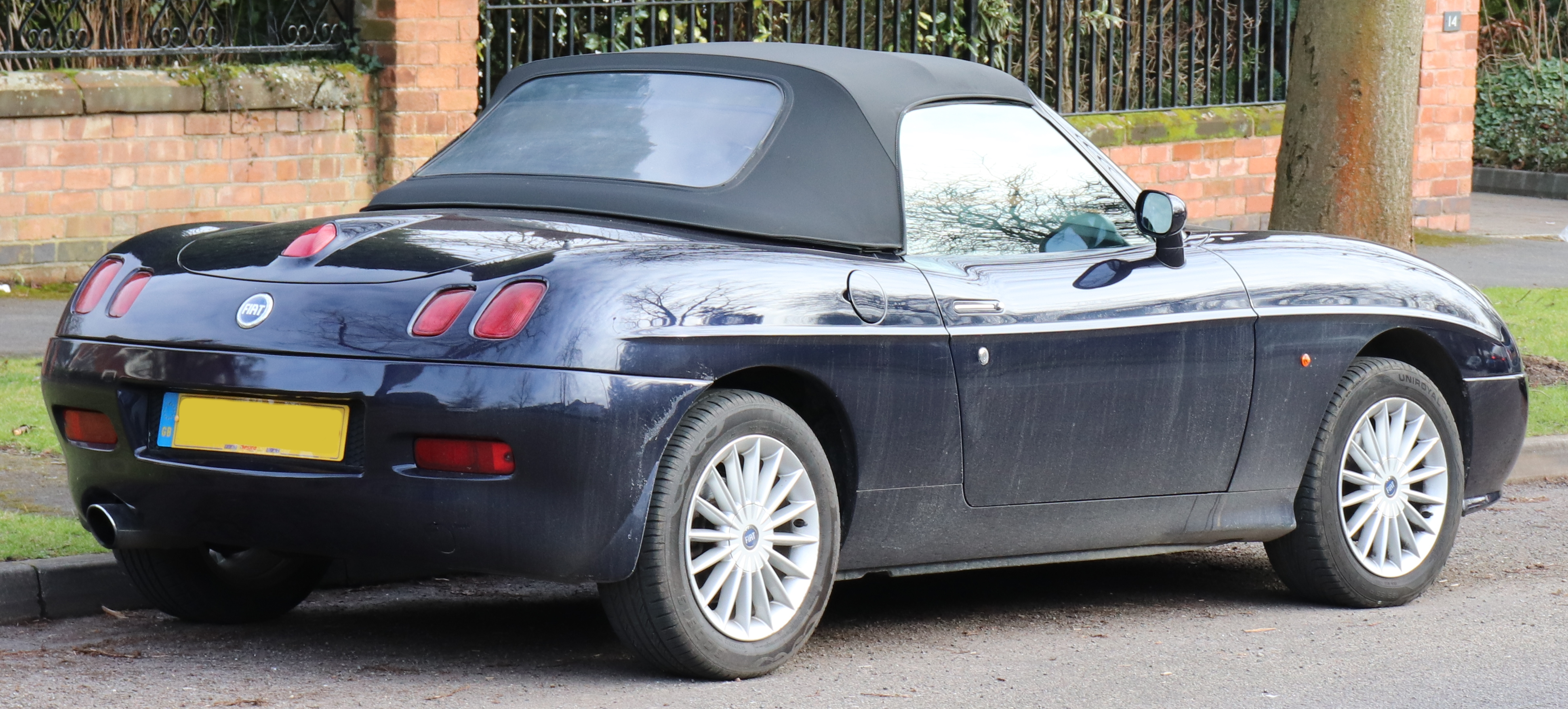
Fiat Barchetta - tył po liftingu

Historia pojazdu sięga początku lat 90, kiedy to Centrum Stylistycznym powierzone zostało zadanie stworzenia spidera na bazie platformy Tipo B. Pierwsze pojazdy koncepcyjne powstały w 1991 roku. Na początku 1992 roku Fiat poszukiwał firmy, która zająć się miała montażem pojazdu. Wybrana została turyńska montownia Itca, Stola oraz Maggiori. Auto zaprojektowane zostało przez Greka Andreasa Zapatinas, który pracował wcześniej w studiu stylistycznym Pininfarina.
Samochód został po raz pierwszy oficjalnie zaprezentowany podczas targów motoryzacyjnych w Genewie w 1995 roku. Pojazd został zbudowany na bazie płyty podłogowej Tipo B, która wykorzystana została m.in. do zbudowania Tipo oraz Punto I. Jednostka napędowa została zapożyczona z modelu Punto HGT, a kierownica z modelu Coupé. W 2002 roku przerwano produkcję pojazdu, która wznowiona została w 2004 roku. W 2004 roku auto przeszło face lifting. Zmienione zostały m.in. przednie reflektory oraz przeprojektowane zderzaki.

### Wyposażenie[5]
Standardowe wyposażenie pojazdu obejmowało m.in. poduszkę powietrzną kierowcy, elektryczne sterowanie szyb, 4-głośnikowy system audio oraz 15-calowe felgi. 
Opcjonalnie pojazd można było doposażyć m.in. w światła przeciwmgłowe, system ABS, poduszkę powietrzną pasażera, twardy dach, wiatrołap, elektryczną antenę, skórzaną tapicerkę, skórzaną gałkę zmiany biegów oraz kierownicę, klimatyzację, elektryczne sterowanie lusterek oraz zamek centralny.

### Wersje limitowane[5]
- LE98 - wersja limitowana z 1998 roku. Powstało około 2500 egzemplarzy.
- LE99 - wersja limitowana z 1999 roku. Wyprodukowano 2003 egzemplarze, które standardowo wyposażone były m.in. opcjonalne wyposażenie, które dodatkowo zostało uzupełnione o subwoofer.
- Club Italia - wersja limitowana z 1999 roku powstała w liczbie 6 egzemplarzy przeznaczonych wyłącznie dla członków klubu Italia. Auto produkowane było od czerwca do sierpnia 1999 roku. Auto otrzymało skórzaną tapicerkę oraz miękki dach w kolorze beżowym, a pokrywa za siedzeniami otrzymała dwa uwypuklenia.
- Palazzo - wersja limitowana z 1999 roku powstała w liczbie około 50 egzemplarzy.
- Lido - wersja limitowana produkowana w latach 2000-2003
- Amalfi - wersja limitowana produkowana w latach 2000-2003
- Riviera - wersja limitowana z 2000 roku wyprodukowana w liczbie 3233 egzemplarzy.
- Naxos - wersja limitowana z 2001 roku wyprodukowana w liczbie 1967 egzemplarzy.
- Milano - wersja limitowana produkowana w latach 2001-2003 powstała w liczbie 633 egzemplarzy.

### Silnik
| Silnik            | Pojemność skokowa [cm³] | Typ silnika       | Średnica x skok cylindra | Stopień sprężania | Moc maksymalna [KM] przy obr./min | Maks. moment obrotowy [Nm] przy obr./min | Przyspieszenie 0-100 km/h [s] | Prędkość maks. [km/h] |                   |
| Silnik benzynowy: | Silnik benzynowy:       | Silnik benzynowy: | Silnik benzynowy:        | Silnik benzynowy: | Silnik benzynowy:                 | Silnik benzynowy:                        | Silnik benzynowy:             | Silnik benzynowy:     | Silnik benzynowy: |
| ----------------- | ----------------------- | ----------------- | ------------------------ | ----------------- | --------------------------------- | ---------------------------------------- | ----------------------------- | --------------------- | ----------------- |
| 1.8 16V DOHC      | 1747                    | R4                | 82x82,7                  | 10,3:1            | 131 (96,6)/6300                   | 164/4300                                 | 8,7                           | 200                   |                   |